# Sernio
Sernio là một đô thị ở tỉnh Sondrio trong vùng Lombardia của Italia, có vị trí khoảng 120 km về phía đông bắc của Milano và khoảng 25 km về phía đông của Sondrio. Tại thời điểm ngày 31 tháng 12 năm 2004, đô thị này có dân số 470 người và diện tích là 9,6 km².
Sernio giáp các đô thị: Corteno Golgi, Edolo, Lovero, Tirano, Vervio.